# Kumārajīva
Kumārajīva (鳩摩羅什, Pinyin: Jiūmóluóshí, Wade-Giles: Chiu-mo-lo-shih, giapponese: Kumaraju; Kucha, 344 o 350 – Chang'an, 413) fu un monaco buddista kucheano, traduttore di testi dal sanscrito al cinese, figura importante per lo sviluppo del Buddismo in Estremo oriente.

## Biografia
La sua vita è nota grazie alla Biografia di monaci eminenti (cin. Gāosēngzhuàn, 高僧傳, giapp. Kōsō den, T.D. 2059, 50.330a-333a), composto in 14 fascicoli da Huìjiǎo (慧皎, 497-554) nel 519; al Chūsānzàngjìjí  (出三藏記集, Raccolta di note relative alla traduzione del Tripitaka, giapp. Shutsu sanzō kishū, T.D. 2145, 55.100a-102b) opera composta da  Sēngyòu (僧祐, 445-518) nel 515; e grazie all'Elogio postumo del maestro del Dharma Kumarajiiva (riportato nel Guǎnghóngmíngjí, 廣弘明集, giapp. Kō gumyō shū, T.D. 2128, 54.908c24) redatto dal suo discepolo diretto Sēngzhào (僧肇, 374-414). La prima e la terza di queste opere non concordano, tuttavia, sulla data di nascita e morte.
Secondo Sēngzhào egli morì nel 413 all'età di 69 anni, quindi dovrebbe essere nato nel 344. Ma secondo Huìjiǎo sarebbe nato nel 350 e morto nel 409, quindi a 59 anni. Si sa che suo padre, Kumārāyaṇa (鳩摩羅炎, cinese Jiūmóluóyán giapp. Kumaraen, date sconosciute), era indiano e di casta brāhmaṇa, ed era destinato a cariche politiche ma non si sa per quale motivo ad un certo punto si convertì al Buddismo prendendo i voti monastici e decidendo, inoltre, di attraversare le montagne del Pamir per diffondere la dottrina buddista fuori dall'India. Kumārāyaṇa, padre di Kumārajīva, nel suo peregrinare verso Oriente giunse nel Regno di Kucha (oasi sulla Via della seta, situata sul versante settentrionale bacino del Tarim) che tre secoli dopo Xuánzàng (玄奘) testimonierà come uno dei regni più devotamente buddisti che egli abbia mai visitato. Colpito dalla preparazione e dalla devozione del monaco indiano, il re di Kucha gli offrì di restare in qualità di 'Maestro della nazione' giungendo a promettergli la figlia in sposa. Kumārāyaṇa accettò ambedue le offerte e dall'unione con la figlia del sovrano nacque Kumārajīva, il cui nome, secondo le cronache del Chūsānzàngjìjí, deriva proprio da quello del padre unito a quello della madre, Jīvaka. È da notare che Kumārāyaṇa violò i voti monastici sposando Jīvaka e ciò accadrà più tardi anche per Kumārajīva. 

A sei anni Kumārajīva entrò in un monastero buddista. Anche la madre, Jīvaka, prese i voti monastici nello stesso periodo. Si narra che Kumārajīva fin da giovanissimo espresse delle doti particolari, imparando facilmente a memoria l'Abhidharma della scuola sarvāstivāda. Dopo tre anni la madre decise di approfondire il proprio studio e di tornare nel Kashmir da dove era partito il marito così, insieme al figlio di nove anni, rientrò in India. Giunti nel Kashmir, Kumārajīva ebbe maestri di tradizione sarvāstivāda, il più importante dei quali fu Bandhudatta che gli fece accuratamente approfondire il Sūtrapiṭaka di quella scuola. Si narra che non ancora dodicenne si fece notare in una disputa come profondo conoscitore della dottrina soprattutto in termini di comprensione profonda. Il fatto che ciò accadesse davanti al sovrano di Chipin (o Kipin in Kashmir oggi compreso nella regione dello Swat), lo rese famoso in tutta la regione. Compiuti i dodici anni, Kumārajīva insieme alla madre rientrò nel regno di Kucha. 
È durante questo viaggio di ritorno che Kumārajīva ebbe la predizione da parte di un arhat sarvāstivāda incontrato lungo il cammino che, se non avesse infranto i voti da monaco, entro i trentacinque anni sarebbe divenuto eguale a Upagupta. Secondo la tradizione sarvāstivāda Upagupta ebbe il merito di aver convertito l'imperatore Aśoka al Buddismo. Kumārajīva e la madre raggiunsero, sulla via del ritorno verso Kucha, lo stato di Kashgar (sul versante occidentale del bacino del Tarim) dove risiedettero per un anno e dove Kumārajīva approfondirà l'Abhidharma ed altri testi sarvāstivāda e, con Buddhayaśas, testi della scuola dharmaguptaka. Studiò anche importanti testi del Sanātana Dharma (Induismo), e opere di astronomia e di scienze. Durante un altro dibattito pubblico sul Sutra della messa in moto della Legge (Dharmaçakrapravartana Sūtra) ebbe ancora modo di far notare la sua profonda erudizione e intuizione. Fino a questo momento Kumārajīva è tuttavia un monaco di tradizione sarvāstivāda, sarà l'incontro, avvenuto sempre a Kashgar, con Sutyasoma, monaco del Grande veicolo (Buddismo Mahāyāna), che ne modificherà le vedute religiose. Con Sutyasoma, Kumārajīva iniziò infatti lo studio della letteratura dottrinale Mahāyāna, in particolar modo dei testi madhyamaka di Nāgārjuna e di Āryadeva.

Molti anni dopo Kumārajīva così ricorderà il suo rapporto con Sutyasoma:
(Kumārajīva.)
Giunto a Kucha ottenne la piena ordinazione monastica ma, dopo alcuni mesi, siamo nel 382, questa città-regno venne conquistata da Lǚ Guāng (呂光, 338–399), un generale cinese della dinastia Qin anteriori. Tradotto prigioniero a Liángzhōu (凉州, odierna Wŭwēi, 武威, nella provincia di Gansu) vi rimase diciotto anni in quanto, morto l'imperatore Fú Jiān (苻堅, regno: 357–385) il generale Lǚ Guāng si autonominò re di Liángzhōu. Durante questa lunga prigionia, Kumārajīva apprese perfettamente il cinese.

## L'attività di traduzione in Cina
La conquista del trono imperiale cinese da parte di Yaó Xīng (姚興, 366-416) della dinastia Qin posteriori, sovrano interessato al Buddismo, consentì finalmente a Kumārajīva di entrare nella capitale cinese Chang'an, nel 401, con tutti gli onori e sotto la protezione imperiale. Qui, nei suoi restanti dodici anni di vita, Kumārajīva provvederà alla traduzione di numerosissimi sutra buddisti (la tradizione gli attribuisce la traduzione di un minimo di 35 ad un massimo di 74 sutra) sia di tradizione del Buddismo dei Nikāya sia di quella del Buddismo Mahāyāna. Prima dell'arrivo di Kumārajīva era uso in Cina prendere a prestito terminologie daoiste o confuciane per tradurre i testi buddisti.  Alcune dottrine buddiste erano, infatti, sovrapponibili a quelle daoiste e ciò aveva consentito di varare il metodo Géyì (格義, "Fare coincidere il senso") per cui molti termini cinesi presi in prestito dal Daoismo (e anche dal Confucianesimo) furono utilizzati dai primi traduttori di sutra buddisti: così inizialmente nirvāṇa veniva reso come 無爲 (wúwéi, non azione) e non più correttamente come 湼槃 (nièpán); così come śūnyatā veniva tradotto 無 (wú) e non più correttamente 空 (kōng). 

Huìguān (慧觀, IV-V secolo), altro suo discepolo diretto, così narra nella sua introduzione a questa versione cinese del Sutra del Loto (妙法蓮華經 Miàofǎ Liánhuā Jīng T.D. 262, 9.1c-62b, conservata nel Fǎhuābù), di come traducesse Kumārajīva: 
(Huìguān)
Nella stessa introduzione, Huìguān, ci informa che: 
(Huìguān)
In un'altra cronaca dello stesso evento, quella di Sēngruì (僧叡, 371-438), riportata nella sua introduzione (dal titolo 大品經序 Dàpǐn jīngxù) alla traduzione cinese del Mahā prajñāpāramitā sūtra (摩訶般若經 Móhēbānréjīng , conservato nel Bōrěbù), si legge: 
(Sēngruì)
La vasta erudizione del maestro Kumārajīva spinse il sovrano cinese ad obbligarlo a rinunciare ai voti monastici per dargli una posterità degna di lui, secondo gli ideali confuciani. 

Importanti discepoli di Kumārajīva furono: Dàoshēng (道生, 355 – 434), Dàoróng (道融, 372-445), Sēngruì (僧叡, 371-438), Sēngzhào (僧肇, 374-414) e Huìguān (慧觀, IV-V secolo), patriarchi della scuola Madhyamaka cinese denominata Sānlùn (三論宗, Sānlùn zōng). 

Kumārajīva si spense a Chang'an nel 413 e, narra la tradizione riportata nel Gāosēng zhuàn, dopo la cremazione del suo corpo effettuata nello stesso giardino del monastero (Giardino di Xianyao) dove si tenevano le assemblee di traduzione, fu trovata la sua lingua intatta, come controprova della sua corretta attività di traduttore e di insegnante. Nello stesso giardino sono oggi conservate le sue ceneri.